# Challenger de Tampere

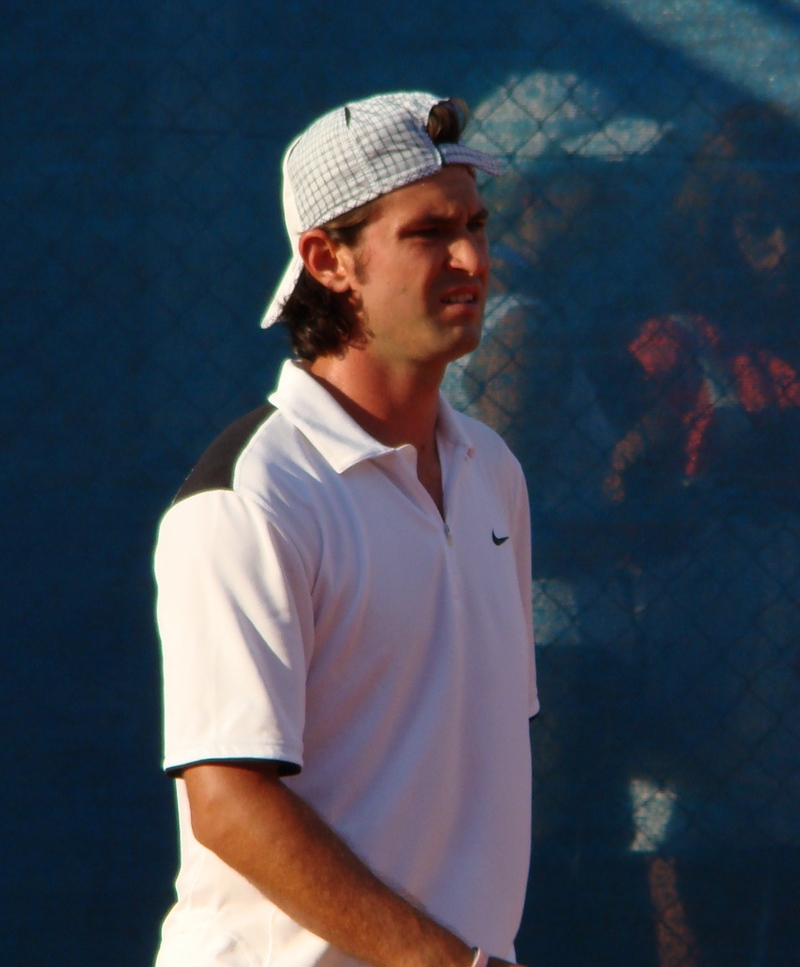
El serbio Boris Pašanski campeón de individuales 2 años consecutivos (2004-2005).

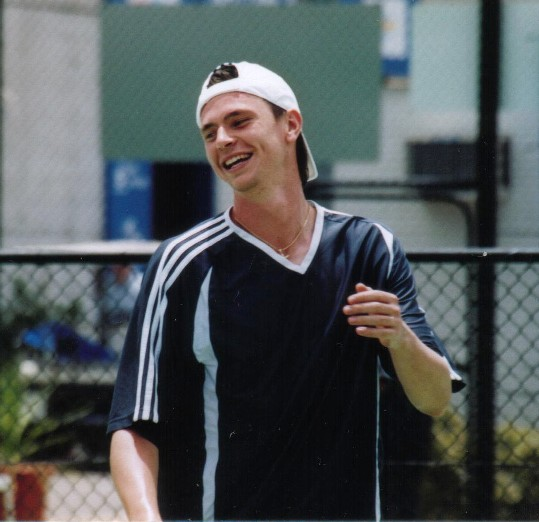
El sueco Robin Söderling campeón en individual al derrotar en la final del 2003 al ruso Igor Andreev.

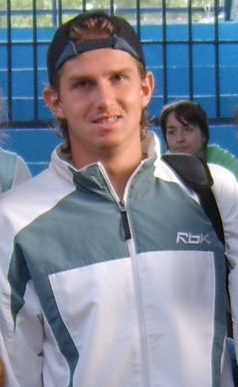
El ruso Igor Andreev finalista en individuales en el año 2003, y campeón en dobles ese mismo año junto a Dmitri Vlasov.

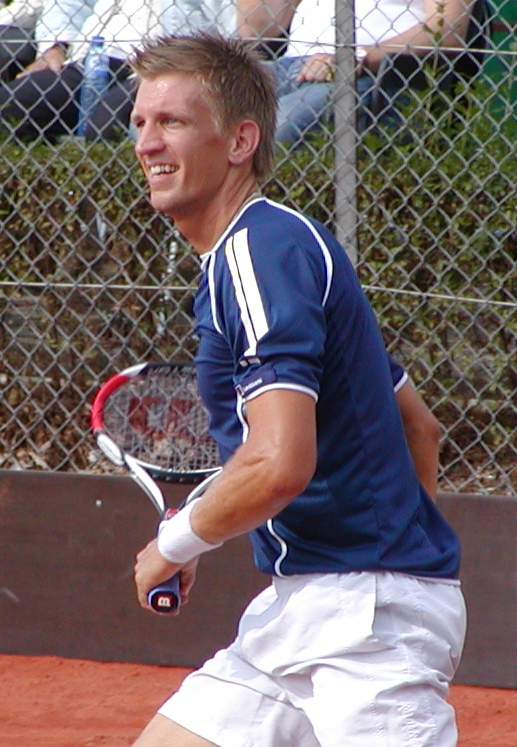
El finés Jarkko Nieminen coleccionó 2 títulos consecutivos (2001 y 2002), y campeón de dobles en 2000 junto a su compatriota Ville Liukko.

El Tampere Open es un torneo profesional de tenis disputado en pistas de polvo de ladrillo, perteneciente al ATP Challenger Series. Se juega desde el año 1982 sobre tierra batida en Tampere, Finlandia.

## Palmarés

### Individuales
| Año  | Campeón             | Finalista            | Resultado        |
| ---- | ------------------- | -------------------- | ---------------- |
| 2022 | Zsombor Piros       | Harold Mayot         | 6–2, 1–6, 6–4    |
| 2021 | Jiří Lehečka        | Nicolás Kicker       | 5–7, 6–4, 6–3    |
| 2020 | No celebrado        | No celebrado         | No celebrado     |
| 2019 | Mikael Ymer         | Tallon Griekspoor    | 6–3, 5–7, 6–3    |
| 2018 | Tallon Griekspoor   | Juan Ignacio Lóndero | 6–3, 2–6, 6–3    |
| 2017 | Calvin Hemery       | Pedro Sousa          | 6–3, 6–4         |
| 2016 | Kimmer Coppejans    | Aslan Karatsev       | 6–4, 3–6, 7–5    |
| 2015 | Tristan Lamasine    | Andre Ghem           | 6–3, 6–2         |
| 2014 | David Goffin        | Jarkko Nieminen      | 7-63, 6-3        |
| 2013 | Jesse Huta Galung   | Maxime Teixeira      | 6-4, 6-3         |
| 2012 | João Sousa          | Éric Prodon          | 7-65, 6-4        |
| 2011 | Éric Prodon (3)     | Augustin Gensse      | 6-1, 3-6, 6-2    |
| 2010 | Éric Prodon (2)     | Leonardo Tavares     | 6-4, 6-4         |
| 2009 | Thiemo de Bakker    | Peter Luczak         | 6-4, 7-67        |
| 2008 | Mathieu Montcourt   | Flavio Cipolla       | 6–2, 6–2         |
| 2007 | Éric Prodon (1)     | Peter Luczak         | 6–7(4), 6–4, 6–4 |
| 2006 | Florian Mayer       | Ernests Gulbis       | 7–6(4), 2–6, 6–3 |
| 2005 | Boris Pašanski (2)  | Roko Karanušić       | 7–6(5), 4–6, 7–5 |
| 2004 | Boris Pašanski (1)  | Éric Prodon          | 6–2, 3–6, 6–2    |
| 2003 | Robin Söderling     | Igor Andreev         | 6–4, 6–1         |
| 2002 | Jarkko Nieminen (2) | Richard Gasquet      | 7–5, 7–6(2)      |
| 2001 | Jarkko Nieminen (1) | Mattias Hellstrom    | 6–1, 6–0         |
| 2000 | Johan van Herck     | Olivier Mutis        | 6–3, 6–2         |
| 1999 | Radomír Vašek       | Martin Spottl        | 7–5, 2–6, 6–0    |
| 1998 | Tomáš Zíb           | Tommi Lenho          | 4–6, 6–2, 7–6    |
| 1997 | Attila Sávolt (2)   | Todd Larkham         | 7–5, 6–0         |
| 1996 | Attila Sávolt (1)   | Jacobo Díaz-Ruiz     | 7–6, 1–6, 6–4    |
| 1995 | Galo Blanco         | Christian Bergström  | 6–3, 6–1         |
| 1994 | Brent Larkham       | Alejo Mancisidor     | 7–6, 1–6, 6–3    |
| 1993 | Christian Ruud      | Xavier Daufresne     | 6–4, 6–3         |
| 1992 | Kenneth Carlsen     | Bart Wuyts           | 4–6, 7–6, 7–6    |
| 1991 | Claudio Pistolesi   | Veli Paloheimo       | 7–6, 6–4         |
| 1990 | Renzo Furlan        | Fernando Luna        | 6–3, 6–3         |
| 1989 | Lars Jonsson        | Andres Vysand        | 7–5, 7–5         |
| 1988 | Andres Vysand       | Christer Allgardh    | 6–1, 6–1         |
| 1987 | Magnus Gustafsson   | Conny Falk           | 6–2, 6–4         |
| 1986 | Christian Bergström | Massimo Cierro       | 4–6, 7–5, 6–4    |
| 1985 | Jonas Svensson      | Massimo Cierro       | 7–5, 7–5         |
| 1984 | Luca Bottazzi       | Peter Svensson       | 6–2, 6–3         |
| 1983 | Marko Ostoja        | Scott Lipton         | 6–4, 6–2         |
| 1982 | Peter Bastiansen    | Steve Krulevitz      | 3–6, 7–5, 6–2    |

### Dobles
| Año  | Campeones                              | Finalistas                               | Resultado         |
| ---- | -------------------------------------- | ---------------------------------------- | ----------------- |
| 2022 | Alexander Erler Lucas Miedler          | Karol Drzewiecki Patrik Niklas-Salminen  | 7–6, 6–1          |
| 2021 | Pedro Cachín Facundo Mena              | Orlando Luz Felipe Meligeni Alves        | 7–5, 6–3          |
| 2020 | No celebrado                           | No celebrado                             | No celebrado      |
| 2019 | Sander Arends David Pel                | Ivan Nedelko Alexander Zhurbin           | 6–0, 6–2          |
| 2018 | Markus Eriksson André Göransson        | Iván Gájov Alexander Pavlioutchenkov     | 6–3, 3–6, [10–7]  |
| 2017 | Sander Gillé Joran Vliegen             | Lucas Gómez Juan Ignacio Londero         | 6–2, 6–75, 10-3   |
| 2016 | David Pérez Sanz Max Schnur            | Steven de Waard Andreas Mies             | 6–4, 6–4          |
| 2015 | Andre Ghem Tristan Lamasine            | Harri Heliovaara Patrik Niklas-Salminen  | 7–65, 7–64        |
| 2014 | Ruben Gonzales Sean Thornley           | Elias Ymer Anton Zaitsev                 | 6-75, 7-610, 10-8 |
| 2013 | Henri Kontinen Goran Tošić             | Ruben Gonzales Chris Letcher             | 6-4, 6-4          |
| 2012 | Michael Linzer Gerald Melzer           | Niels Desein André Ghem                  | 6–1, 7–6(3)       |
| 2011 | Jonathan Dasnières de Veigy David Guez | Pierre-Hugues Herbert Nicolas Renavand   | 5–7, 6–4, [10–5]  |
| 2010 | João Sousa Leonardo Tavares            | Andis Juška Deniss Pavlovs               | 7–6(3), 7–5       |
| 2009 | Peter Luczak Yuri Schukin              | Simone Vagnozzi Uros Vico                | 6–1, 6–7(6), 10–4 |
| 2008 | Ervin Eleskovic Michael Ryderstedt     | Harri Heliövaara Henri Kontinen          | 6–3, 6–4          |
| 2007 | Johan Brunström Mohammed Ghareeb       | Jukka Kohtamaki Mika Purho               | 6–2, 7–6(5)       |
| 2006 | Thierry Ascione Édouard Roger-Vasselin | Lauri Kiiski Tero Vilen                  | 5–7, 6–2, 12–10   |
| 2005 | Marc Gicquel Édouard Roger-Vasselin    | Adam Chadaj Filip Urban                  | 6–4, 4–6, 6–1     |
| 2004 | Andres Dellatorre Diego Moyano         | Lassi Ketola Tuomas Ketola               | 6–4, 3–6, 6–4     |
| 2003 | Igor Andreev Dmitri Vlasov             | Ignacio Hirigoyen Nicolas Todero         | 7–6(4), 6–1       |
| 2002 | Doug Bohaboy Nick Rainey               | Tuomas Ketola Jarkko Nieminen            | 6–4, 6–2          |
| 2001 | Stephen Hus Lee Pearson                | Tuomas Ketola Jarkko Nieminen            | 7–5, 6–7(5), 6–4  |
| 2000 | Ville Liukko Jarkko Nieminen           | Steven Randjelovic Dušan Vemić           | 6–0, 4–6, 6–3     |
| 1999 | Petr Dezort Radomír Vašek              | Jarkko Nieminen Timo Nieminen            | 6–1, 6–1          |
| 1998 | Tobias Hildebrand Fredrik Loven        | Julian Knowle Christophe Rochus          | 7–6, 1–6, 6–0     |
| 1997 | Cyril Buscaglione Regis Lavergne       | Tuomas Ketola Borut Urh                  | 6–4, 6–3          |
| 1996 | Donald Johnson Francisco Montana       | Ola Kristiansson Marten Renström         | 7–5, 7–6          |
| 1995 | Thomas Johansson Marten Renström       | Emanuel Couto Bernardo Mota              | 6–3, 6–3          |
| 1994 | Branislav Galik Mario Visconti         | Johan Donar Ola Kristiansson             | 6–4, 3–6, 7–5     |
| 1993 | David Engel Nicklas Utgren             | Sasa Hirszon Christian Ruud              | 6–4, 7–5          |
| 1992 | Jonas Björkman Johan Donar             | Jan Gunnarsson Michael Mortensen         | 6–4, 6–4          |
| 1991 | Tomás Carbonell Marcos Aurelio Gorriz  | David Adams Andrei Olhovskiy             | 6–4, 6–2          |
| 1990 | Mark Koevermans Jan Siemerink          | Massimo Cierro Tobias Svantesson         | 6–1, 6–2          |
| 1989 | Peter Svensson Lars-Anders Wahlgren    | Christer Allgardh Tobias Svantesson      | 7–5, 6–7, 6–3     |
| 1988 | Igor Flego Mark Koevermans             | Mika Hedman Veli Paloheimo               | 6–4, 6–1          |
| 1987 | David Engel Desmond Tyson              | Christer Allgardh George Kalovelonis     | 6–3, 3–6, 6–3     |
| 1986 | Ģirts Dzelde Sergei Leonjuk            | Alessandro de Minicis George Kalovelonis | walkover          |
| 1985 | Dacio Campos Alessandro de Minicis     | Carlos Kirmayr Luiz Mattar               | 6–4, 1–6, 6–3     |
| 1984 | David Mustard Jonathan Smith           | Ronnie Båthman Luca Bottazzi             | 6–3, 6–4          |
| 1983 | Peter Bastiansen Michael Mortensen     | Mike Barr Marko Ostoja                   | 6–4, 6–1          |
| 1982 | Magnus Tideman Jörgen Windahl          | Stanislav Birner Francisco González      | 6–4, 7–6          |